# Innere Energie
Die innere Energie {\displaystyle U}  ist  die gesamte für thermodynamische Umwandlungsprozesse zur Verfügung stehende Energie eines physikalischen Systems, das sich in Ruhe und im thermodynamischen Gleichgewicht befindet. Die innere Energie setzt sich aus einer Vielzahl anderer Energieformen zusammen (s. u.); sie ist nach dem ersten Hauptsatz der Thermodynamik in einem abgeschlossenen System konstant.
Die innere Energie ändert sich, wenn das System mit seiner Umgebung Wärme oder Arbeit austauscht. Die Änderung {\displaystyle \Delta U} der inneren Energie ist dann gleich der Summe aus der dem System zugeführten Wärme {\displaystyle Q} und der  Arbeit {\displaystyle W}, die am System geleistet wird, dieses aber als Ganzes im Ruhezustand belässt:
{\displaystyle \Delta U=Q+W}
Die innere Energie ist eine extensive Zustandsgröße und ein thermodynamisches Potential des Systems. Aus der kalorischen Zustandsgleichung des Systems ergibt sich, wie die innere Energie aus anderen Zustandsgrößen (z. B. Druck, Temperatur, Teilchenzahl, Entropie, Volumen) zu berechnen ist.

## Beiträge zur inneren Energie
Welche Energieformen bei der Betrachtung der inneren Energie berücksichtigt werden, hängt von der Art der Prozesse ab, die innerhalb des betrachteten Systems ablaufen. Energieformen, die im Rahmen der zu betrachtenden Prozesse konstant bleiben, müssen nicht berücksichtigt werden, da ohnehin experimentell kein von dieser Auswahl unabhängiger, absoluter Wert für die innere Energie bestimmt werden kann.
- Im einfachsten Fall besteht das betrachtete System lediglich aus einer festen Zahl unveränderlicher Teilchen (Massenpunkte) ohne potentielle Energie, entsprechend etwa einem Edelgas bei geringer Dichte und nicht zu niedriger oder zu hoher Temperatur. Dann ist seine innere Energie durch die gesamte kinetische Energie der ungeordneten Bewegung der frei fliegenden Teilchen gegeben.
- Bei mehratomigen idealen Gasen kommen die kinetische Rotationsenergie der Moleküle (siehe Molekülrotation) und die kinetische und potentielle Energie ihrer inneren Schwingungen hinzu.
- Bei realen Gasen, Flüssigkeiten und festen Stoffen zählt weiter die gegenseitige potenzielle Energie der Teilchen zur inneren Energie. In Gegenwart äußerer Felder (etwa Elektrisches Feld, Magnetfeld, Schwerefeld) wird oft auch diejenige potentielle Energie mit einbezogen, die die Teilchen bezogen auf einen relativ zum System fest definierten Punkt haben.
- Sind chemische Reaktionen möglich, wird die innere Energie um die Energie der chemischen Bindungen der beteiligten Atomarten erweitert. Zur inneren Energie von Materie im Plasmazustand zählen auch die Ionisationsenergien der Moleküle und Atome.
- Bei Berücksichtigung von Kernreaktionen wie Radioaktivität, Kernfusion oder Kernspaltung gehört die Kernbindungsenergie zur inneren Energie. Kommen auch Teilchenerzeugung und -vernichtung vor, wie z. B. im frühen Universum kurz nach dem Urknall, enthält die innere Energie auch die Ruheenergie der Teilchen und ist damit das gleiche wie gesamte Ruheenergie  {\displaystyle E_{0}=m\,c^{2}}, wobei {\displaystyle m} die Masse des Systems ist.
- Die innere Energie eines Hohlraums ist durch die in ihm vorhandene Strahlungsenergie gegeben.

Die Energie, die sich aus der Bewegung oder aus der Lage des Gesamtsystems ergibt (z. B. kinetische Energie, Lageenergie), wird nicht zur inneren Energie gezählt und könnte ihr daher als äußere Energie gegenübergestellt werden.

## Änderung in thermodynamischen Prozessen

### Eine Stoffsorte (K= 1)
Der Erste Hauptsatz der Thermodynamik beschreibt eine Änderung der inneren Energie als Summe der Wärmezufuhren und -entzüge sowie der verrichteten Arbeit am entsprechenden (geschlossenen) System:
{\displaystyle \mathrm {d} U=\delta Q+\delta W=T\cdot \mathrm {d} S-p\cdot \mathrm {d} V}
mit
- der absoluten Temperatur {\displaystyle T}
- der Entropie {\displaystyle S}
- dem Druck {\displaystyle p} und
- dem Volumen {\displaystyle V}.

Bei {\displaystyle Q} und {\displaystyle W} schreibt man jeweils {\displaystyle \delta } statt {\displaystyle \mathrm {d} }, weil es sich nicht wie bei der Zustandsgröße {\displaystyle U} um totale Differentiale einer Zustandsfunktion handelt, sondern um infinitesimale Änderungen von Prozessgrößen, siehe inexaktes Differential. Der letzte Term hat ein negatives Vorzeichen, weil eine Vergrößerung des Volumens mit einer Abgabe von Arbeit verbunden ist.
Integriert:
{\displaystyle \mathrm {\Delta } U=Q+W=\int {T\cdot \mathrm {d} S}-\int {p\cdot \mathrm {d} V}.}
Auf jedem geschlossenen Weg {\displaystyle c} gilt:
{\displaystyle \oint \limits _{c}{\mathrm {d} }U=0,}
wie immer man die Differentiale {\displaystyle \mathrm {d} S} und {\displaystyle \mathrm {d} V} wählt.
Daher gilt für stationäre Kreisprozesse:
{\displaystyle {\begin{aligned}\mathrm {\Delta } U&=0\\\Leftrightarrow Q_{1}-\left|Q_{2}\right|+W_{1}-\left|W_{2}\right|&=0,\end{aligned}}}
wobei die mit 1 indizierten Energien zugeführt werden (positiv) und die mit 2 indizierten abgeführt (negativ) (vergl. Energiebilanz für Kreisprozesse).
Bei variabler Stoffmenge {\displaystyle n} bzw. Teilchenzahl {\displaystyle N} gehört auch das chemische Potential {\displaystyle \mu } zum totalen Differential hinzu (Fundamentalgleichung):
{\displaystyle \mathrm {d} U=T\cdot \mathrm {d} S-p\cdot \mathrm {d} V+\mu \cdot \mathrm {d} n.}

### Mehrere Stoffsorten (K> 1)
Innere Energie {\displaystyle U} und ihre natürlichen Variablen (Entropie {\displaystyle S}, Volumen {\displaystyle V} und Stoffmenge {\displaystyle n}) sind allesamt extensive Zustandsgrößen. Die innere Energie ändert sich bei einer Skalierung des thermodynamischen Systems proportional zur entsprechenden Zustandsgröße ({\displaystyle S},{\displaystyle V}) mit dem Proportionalitätsfaktor {\displaystyle \alpha }:
{\displaystyle U(\alpha \cdot S,\alpha \cdot V,\alpha \cdot n_{1},\dots ,\alpha \cdot n_{K})=\alpha \cdot U(S,V,n_{1},\dots ,n_{K})}
mit {\displaystyle n_{i}} ({\displaystyle i=1,\dots ,K}) : Stoffmenge der Teilchen vom Typ {\displaystyle i}.
Eine solche Funktion wird homogene Funktion ersten Grades genannt.
Mit dem Euler-Theorem und dem ersten Hauptsatz folgt die Euler-Gleichung für die innere Energie:
{\displaystyle U=TS-pV+{\sum _{i=1}^{K}}\,\mu _{i}n_{i}.}

### Gleichverteilungssatz für ideales Gas
Für ein ideales Gas gilt der Gleichverteilungssatz (innere Energie verteilt auf jeden Freiheitsgrad mit je {\displaystyle {\tfrac {1}{2}}\,k_{\mathrm {B} }T}).
Für ein ideales Gas mit drei Freiheitsgraden und {\displaystyle N} Teilchen ergibt sich:
{\displaystyle U={\frac {3}{2}}\ Nk_{\mathrm {B} }T}
oder für {\displaystyle n} Mol eines idealen Gases mit {\displaystyle f} Freiheitsgraden:
{\displaystyle U={\frac {f}{2}}\ nRT.}
jeweils mit
- {\displaystyle k_{\mathrm {B} }} - Boltzmann-Konstante
- {\displaystyle R} - ideale Gaskonstante.